# Дело «охотников за шкурами»
«Охотники за шкурами» (пол. łowcy skór) — прозвище, данное СМИ четырём работникам скорой помощи из польского города Лодзь, которые были обвинены в убийстве не менее чем пяти пожилых пациентов и продаже информации об их смертях похоронным бюро. Дело было раскрыто 23 января 2002 года Томашом Паторой, Марчином Стельмасяком — журналистами Gazeta Wyborcza, и Пшемыславом Витковским — журналистом Radio Łódź.

## История
Решением Окружного суда в Лодзи от 20 января 2007 года были осуждены четыре сотрудника отделения скорой помощи больницы в Лодзи:
- Санитар Анджей Новочень был приговорён к пожизненному заключению за убийство четырёх пациентов и за помощь Каролю Банасю ещё в одном убийстве (сам он признался сокамернику в более чем пятидесяти убийствах).
- Фельдшер Кароль Банась был приговорён к 25 годам лишения свободы за убийство, совершённое с особой жестокостью, и за помощь Анджею Новоченю в убийстве других пациентов.
- Врач Януш Кулинский был приговорён к шести годам лишения свободы с запретом на 10 лет заниматься медицинской деятельностью за то, что умышленно подверг опасности жизни десяти пациентов.
- Врач Павел Василевский был приговорён к пяти годам лишения свободы с запретом на 10 лет заниматься медицинской деятельностью за то, что умышленно подверг опасности жизни четырёх пациентов.

Судом была доказана их причастность к убийству пожилых пациентов с использованием миорелаксанта панкуроний (торговая марка Pavulon). Затем они продавали информацию об умерших пациентах похоронным бюро, чтобы те могли связаться с родственниками раньше конкурентов. За информацию сотрудники скорой помощи получали взятки в размере от 12 000 до более чем 70 000 злотых. Сумма взяток, выплаченных убийцам, была выставлена семьям погибших в качестве дополнительной платы за похороны. Кроме того, в причастности к торговле информацией о смерти пациентов были обвинены несколько десятков работников скорой помощи и владельцев похоронных бюро. Торговля осуществлялась с ведома профсоюза НСП «Солидарность», который с 1991 года был распорядителем полученных таким образом средств. Спустя 11 лет судебное дело против них было прекращено — хотя прокуратура вне всяких сомнений подтвердила факт торговли информацией о смертях в особо крупных размерах, но пришла к выводу, что работники скорой помощи «делали это не в связи со своими функциями, поэтому здесь нельзя говорить о коррупции».
Приговоры были оставлены в силе Лодзинским апелляционным судом 9 июня 2008 года. Дальнейшая апелляция была отклонена Верховным судом Польши 27 октября 2009 года.
Дело впервые привлекло внимание общественности 23 января 2002 года благодаря статье Томаша Патора, Марчина Стельмасяка и Пшемыслава Витковского в польской Gazeta Wyborcza. Они разоблачили практику, при которой работники больниц или фельдшеры звонили в похоронные бюро, сообщая о смерти пациентов, чтобы получить взятку, а иногда даже убивали пациентов. Умерших пациентов называли «шкурами», отсюда и название статьи — «Охотники за шкурами».

## Упоминания в культуре
- В 2003 году был снят фильм «Охотники за шкурами» (Łowcy Skór) с Петром Адамчиком в главной роли.
- Шведский писатель Арне Даль также использовал эти события как источник вдохновения для своей книги «Сон в летнюю ночь» (2003).
- В 2008 году о скандале с «охотниками за шкурами» был снят шведский документальный фильм «Некробизнес» (Necrobusiness), реж. Фредрик фон Крузеншерни. Главную роль в нём отвели Витольду Скжидлевскому, президенту Польской похоронной палаты, который принимал активное участие в этом деле[6].